# وارين بي ماسون
وارين بي ماسون (بالإنجليزية: Warren Perry Mason)‏ هو فيزيائي ومخترع ومهندس أمريكي، ولد في 28 سبتمبر 1900 في كولورادو سبرينغس في الولايات المتحدة، وتوفي في 23 أغسطس 1986.